# Chelsea Girls (film)
Chelsea Girls è un film sperimentale underground del 1966 diretto da Andy Warhol. Rappresenta il primo grande successo commerciale di Warhol dopo una lunga serie di lungometraggi e corti d'avanguardia.
Nel 2024 è stato selezionato per la conservazione nel National Film Registry degli Stati Uniti dalla Biblioteca del Congresso come "culturalmente, storicamente o esteticamente significativo"

## Trama
Il film non ha una vera narrazione formale, presenta vari residenti del Chelsea Hotel di New York nel 1966.
Alcune scene sono diventate di culto, come quella del Papa, interpretata da Robert Olivo, o Ondine come si faceva chiamare all'epoca ed il segmento intitolato "Hanoi Hannah" con Mary Woronov.
Una sequenza interpretata da Edie Sedgwick venne eliminata nel montaggio finale su richiesta della stessa attrice.

## Produzione
Il titolo del film fa riferimento al luogo delle riprese, ovvero il Chelsea Hotel, situato al 222 della West 23rd Street, a Chelsea, Manhattan, New York City; di seguito suggerì il titolo dell'album di esordio di Nico, Chelsea Girl, pubblicato nell'ottobre del 1967.
Le riprese avvennero nell'estate e all'inizio dell'autunno del 1966; alcune scene vennero realizzate presso la Factory. Secondo il documentario "Andy Warhol" di Ric Burns, la squadra di produzione realizzò 33 minuti ogni settimana (la durata originaria era di sei ore e mezzo).
La ragazza sul manifesto del film è Clare Shenstone, all'epoca aspirante artista sedicenne, che ebbe poi come mentore Francis Bacon. Il poster venne realizzato da Alan Aldridge e fu pensato per la presentazione del film a Londra. Il poster è stato in seguito utilizzato come copertina per l'album dei Felt del 1984, The Splendour of Fear.

## Distribuzione
La pellicola ebbe la sua prima assoluta a New York nel settembre 1966. Venne quindi proiettato in alcuni cinema newyorkesi a partire dal 1º dicembre 1966. Successivamente fu riproposto al Athens Film Festival nel settembre 2004 e al Munich International Film Festival nel luglio 2015.
Il film non ha mai avuto una regolare distribuzione per il mercato dell'home video: come molti altri film di Warhol, appartiene alla Andy Warhol Foundation e non venne mai pubblicato negli Stati Uniti. Tuttavia in Europa alcuni suoi film sono stati resi disponibili in formato DVD, tra cui proprio Chelsa Girls, pubblicato in Italia il 16 settembre 2003.
Mentre il film non è disponibile per l'acquisto personale, è spesso proiettato nei musei d'arte, ed è stato mostrato al Museum of Modern Art (che possiede una rara stampa delle bobine di film) così come il The Andy Warhol Museum a Pittsburgh, in Pennsylvania. Il film è stato proiettato a San Francisco per la prima volta in quasi vent'anni al Castro Theater nell'aprile 2002. Le proiezioni si sono svolte anche nel 2010 al Seattle Art Museum ed al Varsity Theatre a Chapel Hill, nella Carolina del Nord e nel 2011 presso l'High Museum of Art di Atlanta, in Georgia.